# Harborough
Harborough is een Engels district in het shire-graafschap (non-metropolitan county OF county) Leicestershire en telt 92.000 inwoners. De oppervlakte bedraagt 592 km².
Van de bevolking is 15,6% ouder dan 65 jaar. De werkloosheid bedraagt 1,8% van de beroepsbevolking (cijfers volkstelling 2001).

## Plaatsen in district Harborough
- Market Harborough
- Tugby

## Civil parishesin district Harborough
Allexton, Arnesby, Ashby Magna, Ashby Parva, Billesdon, Bitteswell with Bittesby, Blaston, Bringhurst, Broughton Astley, Bruntingthorpe, Burton Overy, Carlton Curlieu, Catthorpe, Claybrooke Magna, Claybrooke Parva, Cold Newton, Cotesbach, Cranoe, Drayton, Dunton Bassett, East Langton, East Norton, Fleckney, Foxton, Frisby, Frolesworth, Gaulby, Gilmorton, Glooston, Goadby, Great Bowden, Great Easton, Great Glen, Gumley, Hallaton, Horninghold, Houghton on the Hill, Hungarton, Husbands Bosworth, Illston on the Hill, Keyham, Kibworth Beauchamp, Kibworth Harcourt, Kimcote and Walton, King’s Norton, Knaptoft, Laughton, Launde, Leire, Little Stretton, Loddington, Lowesby, Lubenham, Lutterworth, Marefield, Medbourne, Misterton with Walcote, Mowsley, Nevill Holt, North Kilworth, Noseley, Owston and Newbold, Peatling Magna, Peatling Parva, Rolleston, Saddington, Scraptoft, Shangton, Shawell, Shearsby, Skeffington, Slawston, Smeeton Westerby, South Kilworth, Stockerston, Stonton Wyville, Stoughton, Swinford, Theddingworth, Thorpe Langton, Thurnby and Bushby, Tilton, Tugby and Keythorpe, Tur Langton, Ullesthorpe, Welham, West Langton, Westrill and Starmore, Willoughby Waterleys, Wistow, Withcote.